# 卡洛·埃克霍尔姆
卡洛·埃克霍尔姆（瑞典語：Kaarlo Ekholm，1884年12月7日—1946年5月13日），芬兰男子竞技体操运动员。他曾代表芬兰获得1912年夏季奥运会体操比赛男子团体自由式银牌。他于1946年在赫尔辛基去世。